# Ryczówek (gmina)
Ryczówek – dawna gmina wiejska istniejąca w XIX wieku w guberni kieleckiej. Siedzibą władz gminy był Ryczówek.
Za Królestwa Polskiego gmina Ryczówek należała do powiatu olkuskiego w guberni kieleckiej (utworzonej w 1867).
Gmina została zniesiona w 1874 roku, a jej obszar włączono do gmin Ogrodzieniec i Bolesław.